# طراز لويس الخامس عشر

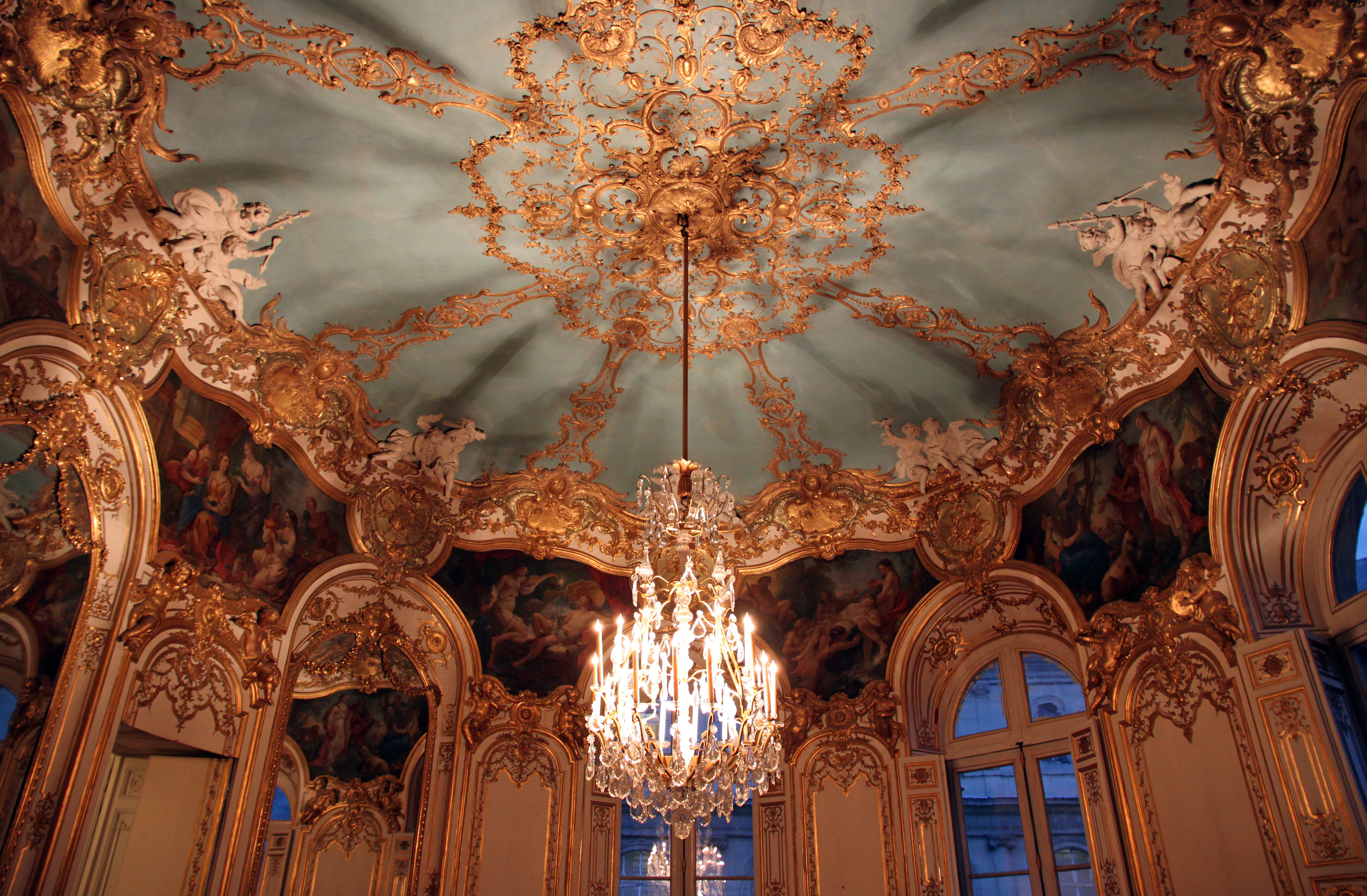
الصالون البيضاوي في أوتيل دي سوبيز (المحفوظات الوطنية الآن)، باريس (1735-1740)

طراز لويس الخامس عشر (بالفرنسية: Style Louis XV) أو لويس كوينز هو طراز من العمارة والفنون الزخرفية ظهر في عهد لويس الخامس عشر ملك فرنسا. كانت الفترة من عام 1710 حتى نحو عام 1730، المعروفة باسم فترة الوصاية على العرش، إلى حد كبير امتدادًا لطراز لويس الرابع عشر الذي كان مُتَّبعًا خلال عهد جده الأكبر وسلفه لويس الرابع عشر. أصبح أكثر أصالة وزخرفة وحيوية، تحت تأثير عشيقة الملك، مدام دو بومبادور، فيما كان يُعرف بأسلوب الروكاييل، من نحو عام 1730 حتى نحو عام 1750. كان علامة على بداية حركة الروكوكو الأوروبية. من عام 1750 حتى وفاة الملك عام 1774، أصبحت أكثر رصانة، وتنسيقًا، وبدأت في إظهار تأثيرات الكلاسيكية الحديثة.

## العمارة
كان معماري الملك الأبرز هو جاك غابرييل من 1734 حتى 1742، ثم ابنه الأكثر شهرة، آنج جاك جابرييل، حتى نهاية عهد لويس الخامس عشر. شملت أعماله الرئيسية المدرسة العسكرية، ومجموعة المباني المطلة على ساحة لويس الخامس عشر (الآن ميدان الكونكورد؛ 1761-1770)، وقصر بيتي تريانون في فرساي (1764). بينما زُيِّنت الديكورات الداخلية ببذخ خلال عهد لويس الخامس عشر، أصبحت الواجهات تدريجيًا أبسط وأقل زخرفة وأكثر كلاسيكية. صمم غابرييل الواجهات بعناية وتوازن بوجود صفوف من النوافذ والأعمدة، وغالبًا ما تميزت المباني الكبيرة مثل ميدان الكونكورد، بأروقة كبيرة على مستوى الشارع، وواجهات مبان كلاسيكية أو درابزين على خط السقف. تضمن الديكور أحيانًا شرفات مقوسة من الحديد المطاوع مع تصميمات متموجة (الروكاييل)، مشابهة لزخارف الديكور الداخلي.

كانت العمارة الدينية في تلك الفترة أيضًا رصينة وضخمة، ومالت، في نهاية العصر، نحو الكلاسيكية الجديدة. تشمل الأمثلة الرئيسية على ذلك كنيسة سانت جينفاني (الآن مقبرة العظماء)، التي بنيت من 1758 إلى 1790 من تصميم جاك جيرمان سوفلوت، وكنيسة سانت فيليب دو روليه (1765-1770) من تصميم جان شالجرين، والتي تتميز بصحن ذي عقادة.

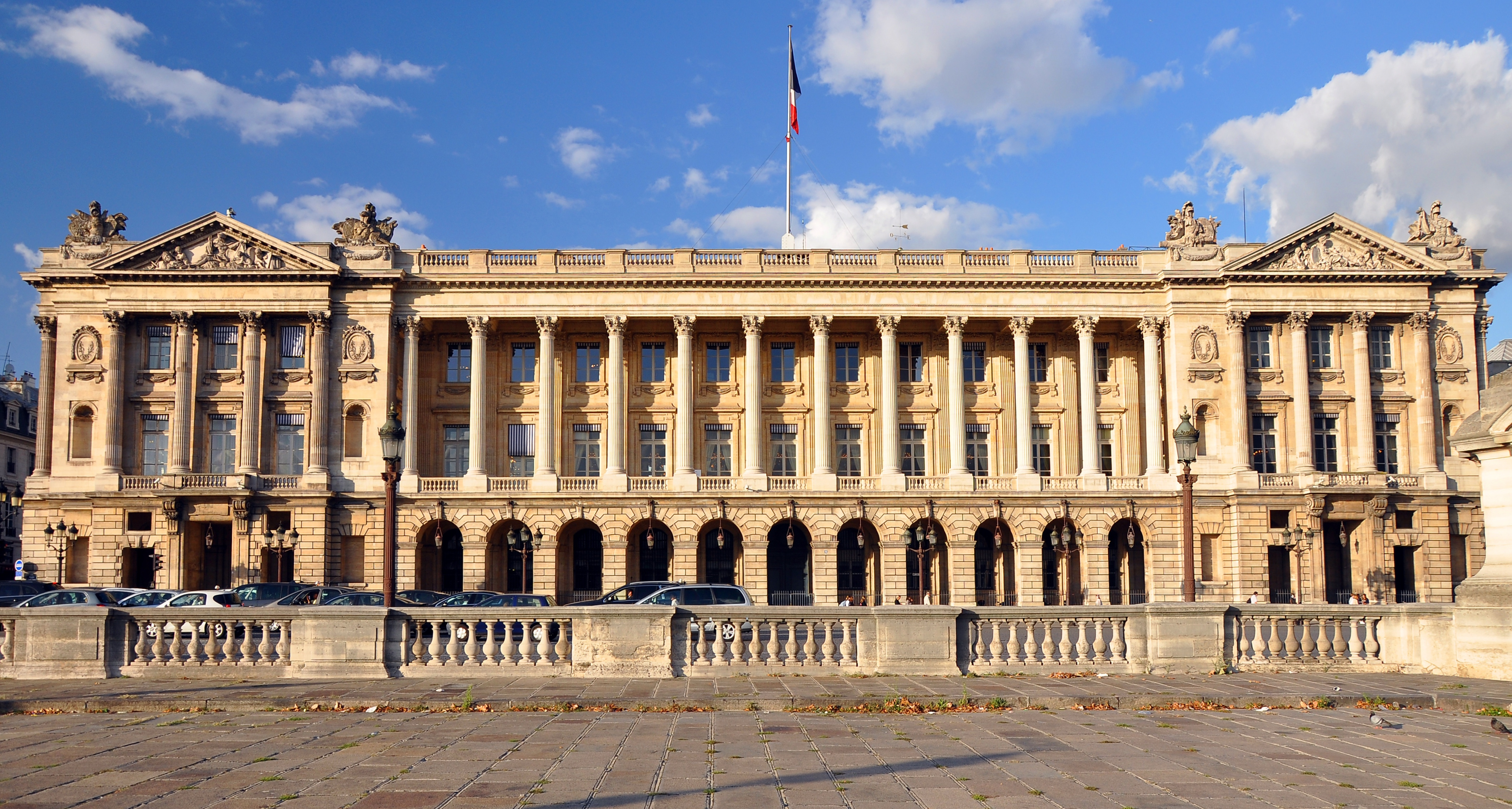
فندق لا مارين في ميدان الكونكورد (1761-1770)
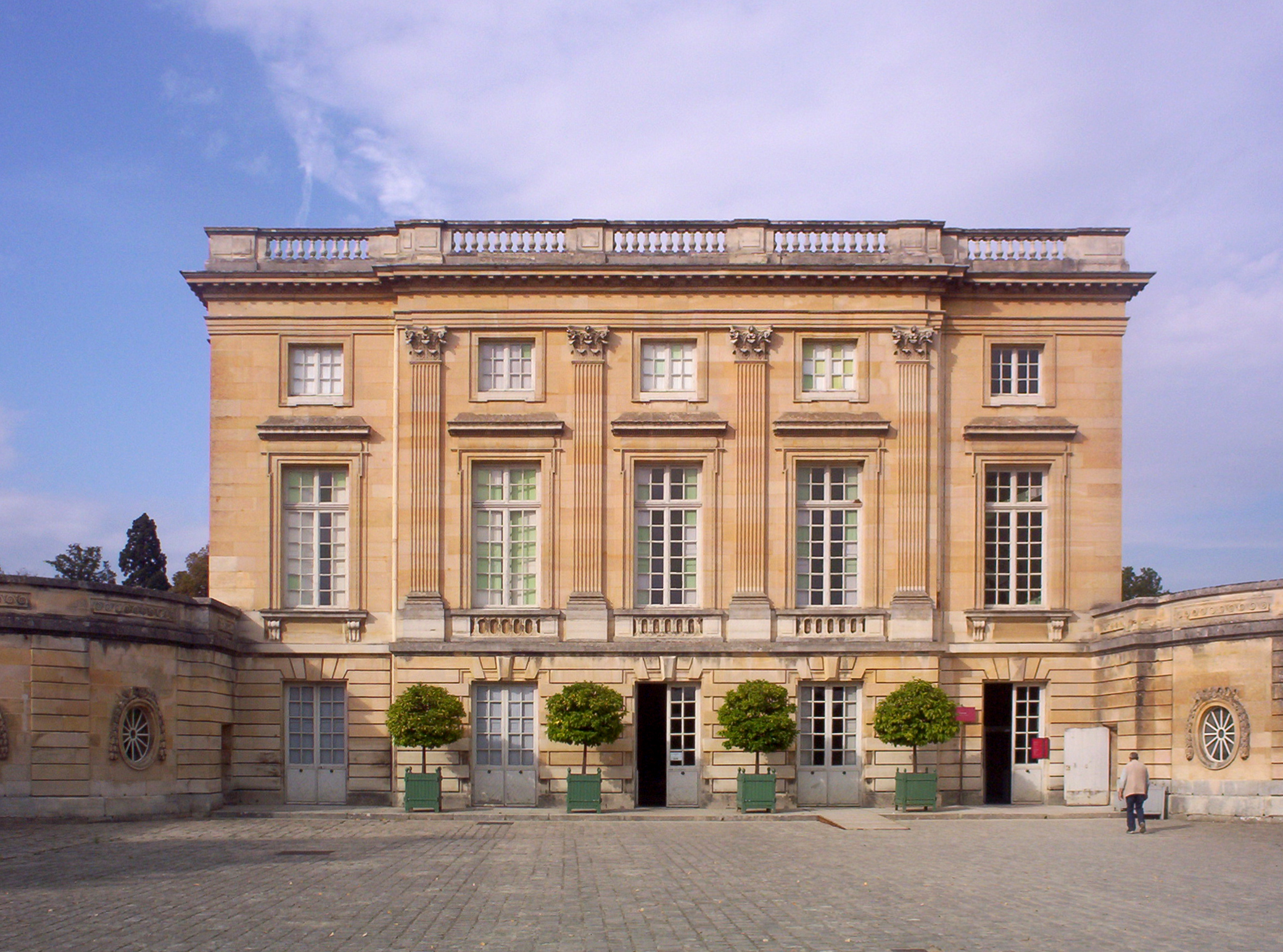
بيتي تريانون (1764)
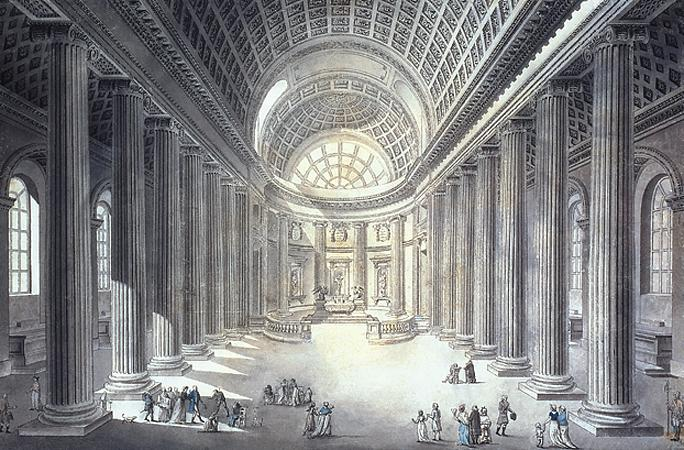
داخل كنيسة سانت فيليب دو روليه، باريس (1765-1770)

## الديكور الداخلي
ينقسم الديكور الداخلي في عهد لويس الخامس عشر إلى فترتين؛ تميزت الفترة الأولى على الأخص بزخرفة الروكاييل، وهي منحنيات منحوتة ملتوية ومنحنيات مضادة، غالبًا في أنماط زهرية ونباتية، تُطبق على ألواح الجدران، مع رصائع في المركز. أُطّرت ألواح المرايا الكبيرة في كثير من الأحيان بنحت لأوراق النخيل أو زخرفة زهرية أخرى. على عكس طراز الروكوكو، كانت الزخرفة متحفظة ومتسقة ومتوازنة. في الفترة المبكرة من الطراز، غالبًا ما كانت التصاميم مستوحاة من الصياغات الفرنسية للفن الصيني، والحيوانات، وخاصة القرود (Singerie)، وزخارف الأرابيسك، أو الموضوعات المأخوذة من أعمال فناني الفترة، ومن بينهم جان برين الأصغر، وأنطوان واتو، وجان أودران.
بعد عام 1750، كرد فعل على تكلف الطراز السابق، كانت التصميمات والقوالب على الجدران الداخلية بيضاء أو شاحبة اللون، وأكثر هندسية، ومزينة بأكاليل منحوتة، وورود، وتيجان، وزينت بتصاميم مستوحاة من اليونان وروما القديمتين. عُثِر على هذا الطراز في صالون دي كومبانيه في بيتي تريانون، وكان السابق لطراز لويس السادس عشر.